# Papà diventa mamma
Pour plus de détails, voir Fiche technique et Distribution.
Papà diventa mamma est une comédie italienne réalisée par Aldo Fabrizi et sortie en 1952.
Il s'agit du dernier volet de la trilogie famiglia Passaguai précédé par La famiglia Passaguai (1951) et La famiglia Passaguai fa fortuna (1952).

## Synopsis
À Rome, Peppe, Margherita et leurs trois enfants mènent une vie tout à fait normale : Peppe a un magasin de tissus, Margherita est une femme au foyer pédante et jalouse, pour qui tout ce que fait son mari n'est jamais bien. Ils se reprochent l'un et l'autre le prétendu manque d'effort dans leurs activités quotidiennes à la maison et au magasin. Un soir, ils se rendent au théâtre pour assister à une représentation du magicien Bhormah, un hypnotiseur qui monte sur scène et hypnotise plusieurs personnes.
Le magicien, pour vaincre sa méfiance, l'hypnotise en lui faisant croire qu'il est « une mère de famille », mais au cours de l'acte, il tombe et est emmené à l'hôpital, laissant toutes ses « victimes » hypnotisées. Convaincu qu'il est une femme, Peppe commence alors à agir comme tel. Dans le bus, il demande et obtient une place assise, laissant sa femme debout avec leur petit garçon dans les bras ; à la maison, il porte la chemise de nuit de Margherita et dort à sa place ; il utilise sa crème et lit un journal féminin.
Le lendemain matin, après avoir mis la robe de chambre de sa femme, il l'envoie au magasin pendant qu'il reste à la maison pour nettoyer, cuisiner, faire la lessive et... en bavardant avec les voisins. Après avoir envoyé son fils faire les courses, il se rend sur la terrasse pour faire la lessive, se disputant avec toutes les femmes qu'il y trouve. De la fenêtre, il assiste à une scène où toutes les voisines se livrent à des commérages. Sa femme Margherita, quant à elle, se fatigue au magasin et commence à se rendre compte que le travail de son mari est loin d'être facile. En lisant un article de journal, elle finit par découvrir la raison du comportement étrange de son mari et l'emmène d'abord chez un psychiatre. Les époux, accompagnés de leurs trois enfants, se rendent ensuite à l'hôpital, où l'hypnotiseur s'est réveillé, mais est devenu bigleux à la suite du mauvais coup qu'il a reçu.
Pour que Peppe redevienne un homme, il hypnotise Margherita, qui se montre alors autoritaire et querelleuse. Pendant ce temps, les autres hypnotisés arrivent et le magicien s'enfuit pour échapper au siège. Après une poursuite audacieuse, un coup à la tête le guérit de son strabisme et il peut alors rendre tous les gens normaux. À la maison, Peppe et Margherita se racontent leurs expériences de femme au foyer et de commerçante, et se rendent compte que la vie est dure pour tous les deux, avec un sentiment d'amour renouvelé.

## Fiche technique
- Titre original italien : Papà diventa mamma[1]
- Réalisation : Aldo Fabrizi
- Scénario : Piero Tellini, Aldo Fabrizi, Mario Amendola, Ruggero Maccari
- Photographie : Mario Bava
- Montage : Nella Nannuzzi
- Musique : Carlo Innocenzi, Rico Simeone
- Décors : Carlo Vignati
- Production : Aldo Fabrizi
- Société de production : Alfa Film XXXVII
- Pays de production :  Italie
- Langue originale : italien
- Format : Noir et blanc - 1,37:1 - Son mono - 35 mm
- Genre : comédie
- Durée : 84 minutes
- Dates de sortie : 
  - Italie : 26 septembre 1952

## Distribution
- Aldo Fabrizi : Sor Peppe
- Ave Ninchi : Margherita, la femme de Peppe
- Giovanna Ralli : Marcella
- Carlo Delle Piane : Pecorino
- Giancarlo Zarfati : Gnappetta
- Luigi Pavese : le magicien Bhormah
- Paolo Stoppa : le psychiatre
- Marco Tulli : sportif hypnotisé
- Alfredo Rizzo : hypnotiseur rieur
- Enrico Luzi (en) : bègue hypnotisé
- Gondrano Trucchi : collaborateur du magicien Bhorman
- Franco Giacobini : passager lisant dans le tramway
- Virgilio Riento : Ambrogio
- Mara Landi : caissière dans le magasin
- Lia Reiner : Sora Lia